# Don’t Bother
Don't Bother (pol. Nie martw się) - pierwszy singel promujący album Shakiry Oral Fixation Vol. 2 (2005). Oficjalna premiera piosenki miała miejsce 11 października 2005.

## Teledysk
Reżyserem teledysku był Jaume de Laiguana, a premiera odbyła się 27 października 2005.

## Listy przebojów
| Chart (2005)                     | pozycja |
| -------------------------------- | ------- |
| U.S. Billboard Hot 100           | 42      |
| U.S. Billboard Pop 100           | 24      |
| U.S. Billboard Top 40 Mainstream | 25      |
| Australian ARIA Singles Chart    | 30      |
| Austrian Singles Chart           | 6       |
| Argentina Top 40 Singles         | 1       |
| Brazil Hot 100 Singles           | 41      |
| Colombia Singles Chart           | 1       |
| Dutch Top 40                     | 4       |
| Finland Top 20                   | 4       |
| German Singles Chart             | 7       |
| Italian Singles Chart            | 5       |
| Irish Singles Chart              | 13      |
| Polish Singles Chart             | 3       |
| Romania Top 100 Singles Chart    | 3       |
| South Africa Single Chart        | 5       |
| Spain Los 40 Principales         | 18      |
| Spain Hot 100                    | 1       |
| Swiss Singles Chart              | 8       |
| UK Top 75 Singles                | 9       |
| United World Chart               | 5       |
| Mexican Top 100 Singles Chart    | 18      |
| Czech IFPI Chart                 | 7       |